# Mauritiuskirche (Leimen)

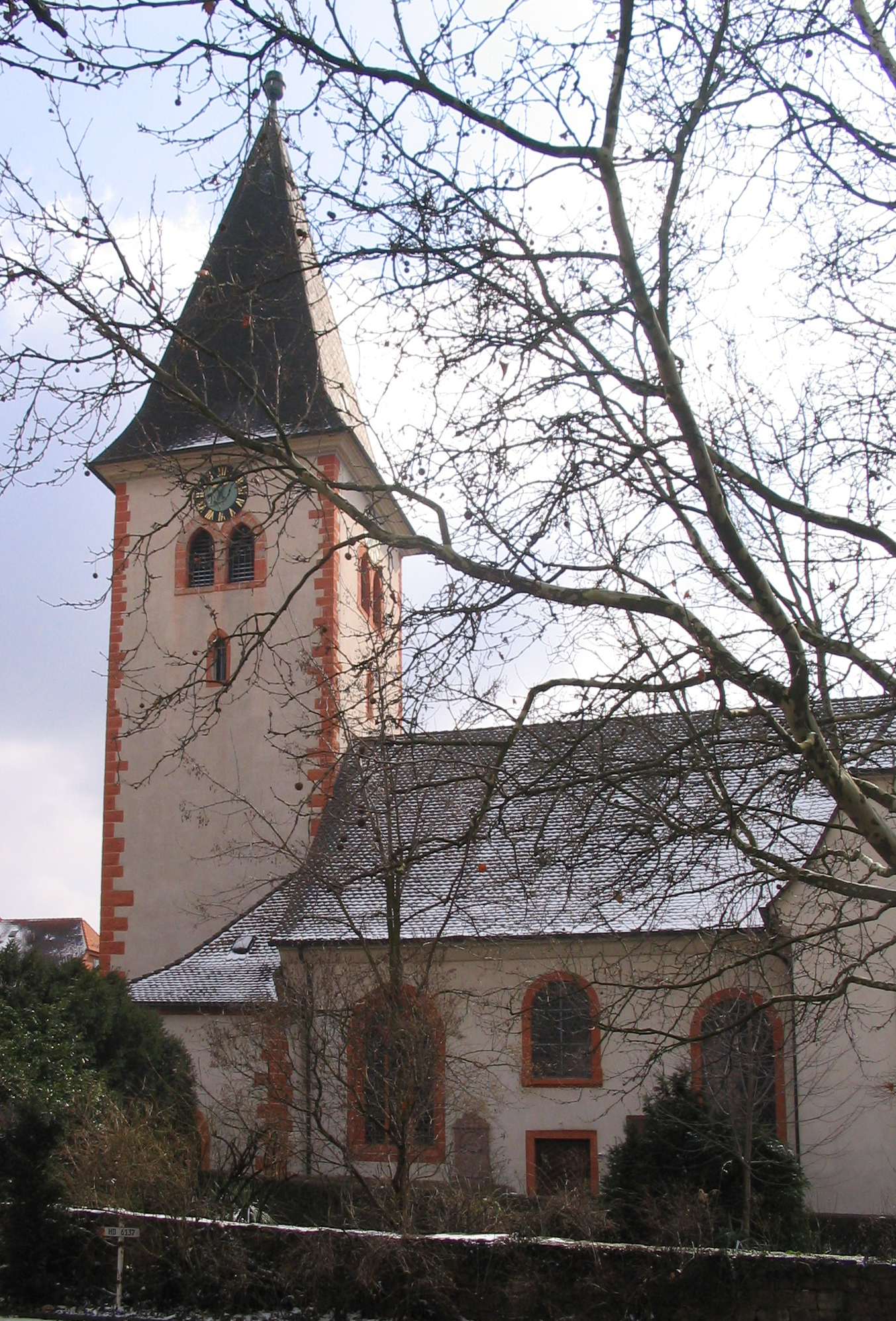
Mauritiuskirche

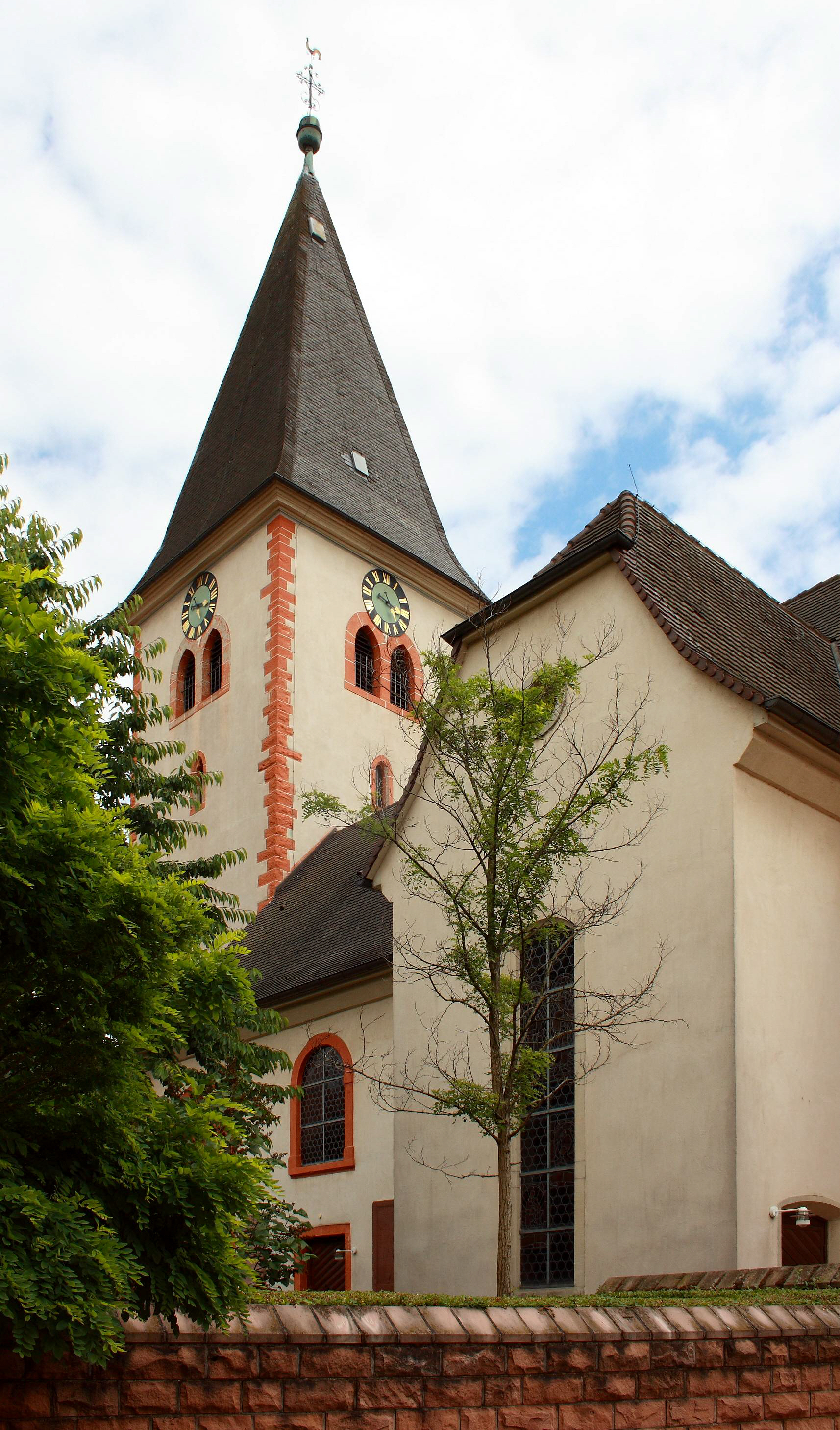
Ansicht von Nordwesten

Die Mauritiuskirche ist eine evangelische Kirche in Leimen im Rhein-Neckar-Kreis im Nordwesten Baden-Württembergs.

## Geschichte
791 wurde Leimen im Lorscher Codex erstmals urkundlich erwähnt.  1303 wurde der Kirchensatz an das Andreasstift in Worms verkauft. Im Wormser Synodale, einem Visitationsbericht der Pfarreien im Wormser Bistum, wurde 1496 erstmals der Kirchenpatron St. Mauritius erwähnt. 1556 führte Kurfürst Ottheinrich die Reformation in der Kurpfalz ein.
Das untere Mauerwerk des Chorturms geht wohl noch auf das 13. Jahrhundert zurück. Das Sakristeigewölbe stammt aus dem 15. Jahrhundert. Während des Holländischen Kriegs wurde die Mauritiuskirche 1674 von den Franzosen niedergebrannt, worauf das Langhaus 1684 im Barockstil wiederaufgebaut wurde. 1783 und 1932 wurde die Kirche vergrößert.

## Beschreibung
Die Mauritiuskirche steht im Zentrum von Leimen innerhalb der alten Stadtmauern. Sie ist eine einschiffige Chorturmkirche. Außen befinden sich zwei Grabplatten von 1599 und 1736. In den Chorfensterlaibungen haben sich gotische Malereien erhalten.
Die Orgel wurde 1974 von der Firma Eberhard Friedrich Walcker erbaut. Das Instrument hat 25 Register auf zwei Manualen und Pedal. Der Prospekt der Orgel stammt vom Vorgängerinstrument der Gebrüder Stumm von 1788. 
Das Geläut besteht aus drei Glocken, die in den Jahren 1470, 1510 und 1951 gegossen wurden.
| Glocke | Gussjahr | Gießer              | Durchmesser | Gewicht | Schlagton |
| ------ | -------- | ------------------- | ----------- | ------- | --------- |
| 1      | 1470     | Gotem, Speyer       | 119 cm      | 630 kg  | g′        |
| 2      | 1951     | Grüninger, Neu-Ulm  | 089 cm      | 550 kg  | a′        |
| 3      | 1510     | Lachmann, Heilbronn | 080 cm      | 250 kg  | c″        |